# Vokov (Třebeň)
Vokov (deutsch Wogau) ist eine Siedlung der Gemeinde Třebeň (Trebendorf) im Okres Cheb (Bezirk Eger) in der Tschechischen Republik.

## Lage
Die heutige Einöde, an der lediglich ein Haus und eine Kapelle stehen, befindet sich direkt an der Eger im äußersten Süden der Gemeinde Třebeň rund fünf Kilometer nordöstlich der Stadt Cheb, die zu deutsch ebenfalls Eger heißt. Die deutsch-tschechische Grenze ist sich sowohl Richtung Norden nach Bad Brambach als auch nach Westen Richtung Waldsassen keine zehn Kilometer entfernt. Die durch den Ort verlaufende Straße kommt von Süden aus Richtung Eger und Chvoječná (dt. Sebenbach) und führt in Richtung Norden nach Lesina (dt. Hart). Chocovice (dt. Kötschwitz) liegt rund 500 m nordwestlich.
Die Gemarkung Vokov u Třebeně umfasst eine Fläche von 2,04 km².

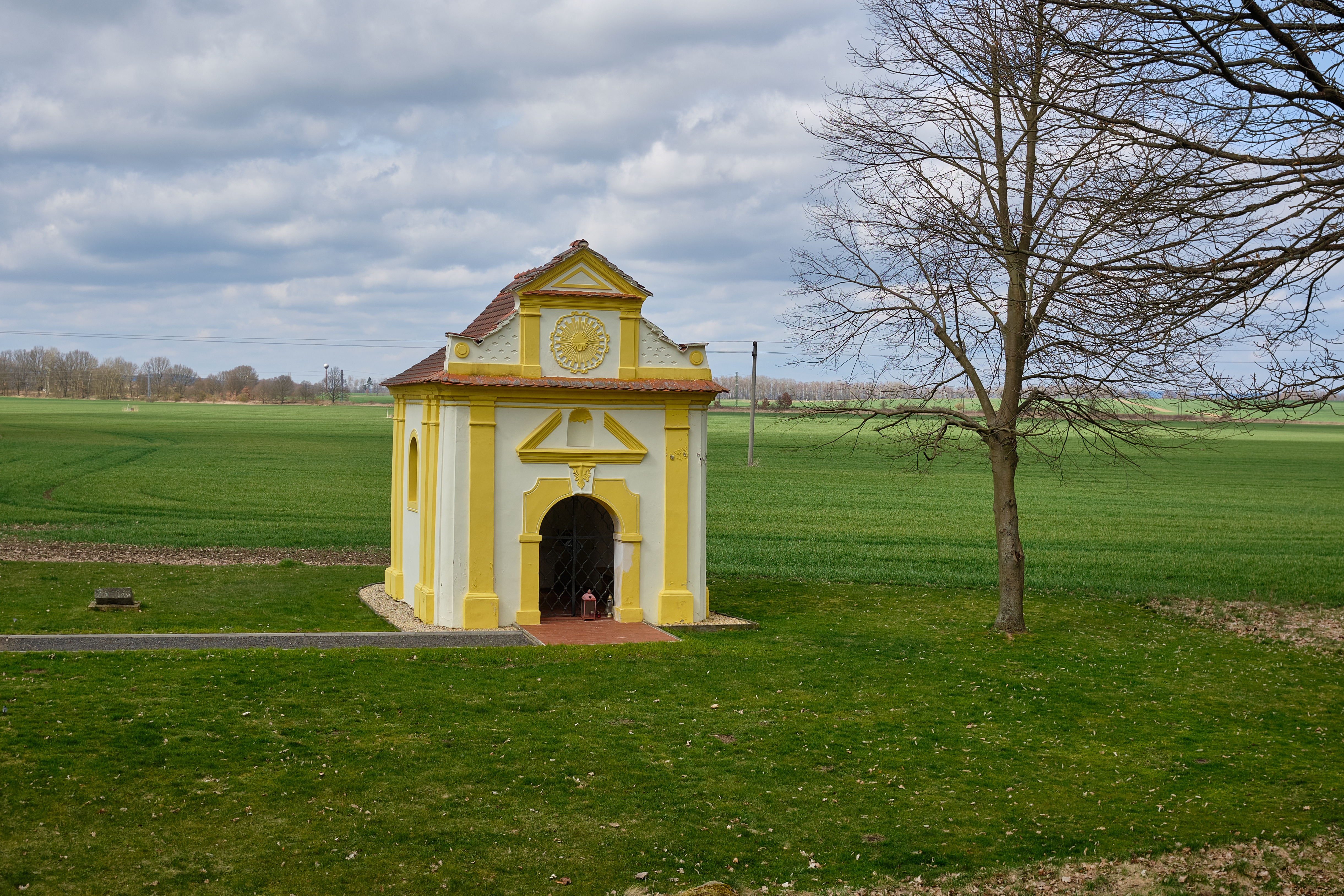
Maria Magdalena Kapelle

## Geschichte
Erstmals erwähnt wurde der Ort 1216. Aufgrund der Nähe zu Eger ergibt sich eine lange Verwaltungszugehörigkeit dorthin, bspw. zum Gerichtsbezirk Eger in der Tschechoslowakei. 2011 lebte in Vokov lediglich eine Person.
| Jahr      | 1869 | 1880 | 1890 | 1900 | 1910 | 1921 | 1930 | 1950 | 1961 | 1970 | 1980 | 1991 | 2001 | 2011 |
| --------- | ---- | ---- | ---- | ---- | ---- | ---- | ---- | ---- | ---- | ---- | ---- | ---- | ---- | ---- |
| Einwohner | 151  | 157  | 137  | 116  | 129  | 108  | 109  | 51   | 39   | 24   | –    | –    | –    | 1    |
| Häuser    | 16   | 19   | 19   | 18   | 18   | 18   | 18   | 15   | –    | 4    | –    | –    | 3    | 3    |

## Belege
1. ↑  STATISTICKÝ LEXIKON OBCÍ ČESKÉ REPUBLIKY 2013 Podle správního rozdělení k 1.1. 2013 a výsledků sčítání lidu, domů a bytů k 26. březnu 2011 Zpracoval Český statistický úřad ve spolupráci s Ministerstvem vnitra ČR. 1. Januar 2013, S. 269, abgerufen am 19. März 2024 (tschechisch).
2. ↑  https://www.czso.cz/documents/10180/20537734/130084150411.pdf/